# Every Breath You Take
〈Every Breath You Take〉는 1983년 음반 《Synchronicity》에 수록된 영국의 록 밴드 폴리스의 곡이다. 스팅이 작곡한 이 싱글은 1983년 미국과 캐나다의 최대 히트곡으로 빌보드 핫 100 싱글 차트 8주 동안 1위를 차지했고, 캐나다 RPM 차트 4주 동안 1위를 차지했으며, 2위에 6주를 더 머물렀다. 또한 영국 싱글 차트에서는 4주, 《빌보드》 메인스트림 록 트랙 차트에서는 9주 동안 1위를 차지했으며, 그 외 여러 국가에서 톱 10에 올랐다.
제26회 그래미 어워드에서 이 곡은 올해의 노래, 듀오나 그룹이 부른 최고의 팝 퍼포먼스, 올해의 레코드 등 3개 그래미 어워드에 노미네이트되어 처음 두 부문에서 수상하였다. 이 곡으로, 스팅은 송라이터, 작곡가, 작사가의 영국 아카데미로부터 1983년 아이버 노벨로 어워드를 받았다.
1983년 《롤링 스톤》 비평가와 독자 투표에서 이 곡은 "올해의 노래"로 선정되었다. 미국에서는 1983년의 베스트셀러 싱글이자 10년 중 5번째로 많이 팔린 싱글이다. 《빌보드》는 이 곡을 1983년 1위로 선정했다.

## 상업적 성과
〈Every Breath You Take〉는 1983년 싱글로 발매되었으며, 앤디 서머스와 스팅이 작곡한 〈Murder by Numbers〉가 B-사이드에 수록되었다. 그것은 영국, 미국, 캐나다, 이스라엘, 아일랜드, 남아프리카 공화국에서 1위에 올랐다. 캐나다에서는 4주로 1위, 6주를 추가로 2위를 보냈다. 또한 스페인, 스웨덴, 노르웨이, 호주에서도 2위를 차지했으며, 다른 대부분의 서구, 북유럽, 남유럽 국가에서도 톱 10에 올랐다.
1983년 《롤링 스톤》 비평가와 독자 투표에서 이 곡은 "올해의 노래"로 선정되었다. 미국에서는 1983년의 베스트셀러 싱글이자 10년 중 5번째로 많이 팔린 싱글이다. 《빌보드》는 이 곡을 1983년 1위로 선정했다.
이 싱글은 1983년 미국과 캐나다의 최대 히트곡이 되었으며, 8주 동안 빌보드 핫 100 싱글 차트에서 1위를 차지하였다. 그것은 또한 《빌보드》 메인스트림 록 트랙 차트에서 9주 동안 1위를 했다.

## 수상
이 곡은 로큰롤 명예의 전당 노래 중 하나로 로큰롤을 형상화했다. 빌보드 핫 100 차트 60주년 기념일에 《빌보드》에서는 이 곡이 29위에 오른 "역대 최고의 핫 100 싱글" 차트를 발표했다. 빌보드 핫 100 차트 50주년을 맞아 이 곡은 빌보드 "역사상 톱 100곡" 차트에서 25위에 올랐다. 일화에 의하면, 그것은 시카고 사람들에게 가장 사랑받는 노래 중 하나이다.

## 곡 목록
7인치 싱글: A&M / AM 117
1. "Every Breath You Take" – 3:56
2. "Murder by Numbers" – 4:31

Two-Disc 7인치 싱글: A&M / AM 117
Disc One
1. "Every Breath You Take" – 4:13
2. "Murder by Numbers" – 4:31

Disc Two
1. "Truth Hits Everybody" (Remix) – 3:34
2. "Man in a Suitcase" (Live) – 2:18

## 인증
| 국가                                                            | 인증        | 판매량/출하량 |
| --------------------------------------------------------------- | ----------- | ------------- |
| 덴마크 (IFPI Danmark)                                           | 플래티넘    | 90,000        |
| 이탈리아 (FIMI)                                                 | 2× 플래티넘 | 100,000       |
| 영국 (BPI)                                                      | 플래티넘    | 600,000       |
| 미국 (RIAA)                                                     | 골드        | 1,000,000^    |
| ^출하량을 기반으로 한 인증 · 판매량+스트리밍을 기반으로 한 인증 |             |               |